# Lijst van rijksmonumenten in Scheemda
De plaats Scheemda telt 19 inschrijvingen in het rijksmonumentenregister. Hieronder een overzicht.
| Object                                                                   | Oorspronkelijke functie?  | Bouwjaar                                                                                  | Architect                        | Locatie               | Coördinaten?                  | Nr.?   | Afbeelding                                                        |
| ------------------------------------------------------------------------ | ------------------------- | ----------------------------------------------------------------------------------------- | -------------------------------- | --------------------- | ----------------------------- | ------ | ----------------------------------------------------------------- |
| Hervormde kerk van Eexta                                                 | Kerk en kerkonderdeel     | 1871 1936 (aanbouw)                                                                       | mog. B.H. Trooster               | Kerklaan 30           | 53° 10' 29" NB, 6° 58' 6" OL  | 33068  | Meer afbeeldingen                                                 |
| Hervormde pastorie van Eexta                                             | Woonhuis                  | waarsch. late 15e eeuw 1761 (verb.) 1802 (verb.) 1874 (herb. schuur)                      |                                  | Kerklaan 55           | 53° 10' 29" NB, 6° 57' 50" OL | 33069  | Meer afbeeldingen                                                 |
| Oude kosterij                                                            | Woonhuis                  | 1802 (voorhuis) 1869 (schooltje)                                                          |                                  | Kerklaan 104          | 53° 10' 28" NB, 6° 57' 52" OL | 33070  | Meer afbeeldingen                                                 |
| Oldambtster boerderij met dwars voorhuis onder zelfstandig schilddak     | Boerderij                 |                                                                                           |                                  | Oosterstraat 49       | 53° 10' 47" NB, 6° 58' 42" OL | 33072  | Meer afbeeldingen                                                 |
| Oldambtster boerderij met omlijste ingang in het midden van het voorhuis | Boerderij                 |                                                                                           |                                  | Oosterstraat 55       | 53° 10' 51" NB, 6° 58' 53" OL | 33073  | Meer afbeeldingen                                                 |
| Eenvoudig pand onder zadeldak (mog. dienstwoning bij nr. 20)             | Woonhuis                  | 1803                                                                                      |                                  | Torenstraat 18        | 53° 10' 36" NB, 6° 58' 20" OL | 33074  | Meer afbeeldingen                                                 |
| Woonhuis met verdieping onder schilddak met twee hoekschoorstenen        | Woonhuis                  | ca. 1840                                                                                  |                                  | Torenstraat 20        | 53° 10' 36" NB, 6° 58' 20" OL | 33075  | Meer afbeeldingen                                                 |
| Hervormde kerk met vrijstaande toren                                     | Kerk en kerkonderdeel     | 1515 (kerk) begin 16e eeuw (toren) 1626 (verb. kerk) 1792 (verb. kerk) 1887 (verb. toren) |                                  | Torenstraat 1-2       | 53° 10' 40" NB, 6° 58' 18" OL | 33077  | Meer afbeeldingen                                                 |
| Strokartonfabriek de Toekomst II                                         | Industrie                 | 1908 1949 (kalkloods)                                                                     | P.G. Cremer                      | bij Toekomstkade 1    | 53° 10' 12" NB, 6° 59' 37" OL | 500769 | Meer afbeeldingen                                                 |
| Herenhuis in eclectische stijl met aangebouwde stal en koetshuis         | Woonhuis                  | 1904 1940 (verb.)                                                                         |                                  | Torenstraat 14-16     | 53° 10' 37" NB, 6° 58' 20" OL | 521458 | Herenhuis in eclectische stijl met aangebouwde stal en koetshuis  |
| Meiborg, boerderij                                                       | Boerderij                 | 1912                                                                                      | E. Buurke J. Vroom (tuin)        | Stationsstraat 86     | 53° 10' 7" NB, 6° 58' 34" OL  | 522085 | Meer afbeeldingen                                                 |
| Meiborg, stookhut                                                        | Boerderij                 | 1912                                                                                      |                                  | bij Stationsstraat 86 | 53° 10' 7" NB, 6° 58' 34" OL  | 522086 | Meer afbeeldingen                                                 |
| Villaboerderij met voorhuis in eclectische stijl en oudere schuur        | Boerderij                 | 1836 (schuur) 1865 (voorhuis)                                                             |                                  | Oosterstraat 26       | 53° 10' 45" NB, 6° 58' 24" OL | 522088 | Villaboerderij met voorhuis in eclectische stijl en oudere schuur |
| Villaboerderij, koetshuis                                                | Bijgebouwen kastelen enz. | 1875                                                                                      |                                  | Oosterstraat 17       | 53° 10' 43" NB, 6° 58' 26" OL | 522089 | Villaboerderij, koetshuis                                         |
| Voorm. postkantoor met ingebouwde dienstwoning                           | Overheidsgebouw           | 1905                                                                                      | C.H. Peters                      | Stationsstraat 2      | 53° 10' 32" NB, 6° 58' 17" OL | 522104 | Postkantoor Voorm. postkantoor met ingebouwde dienstwoning        |
| Station Scheemda                                                         | Transport                 | 1868 1916 (verb.) 1925 (verb.) 1991 (renov.)                                              | K.H. van Brederode Kouwen (1991) | Stationsstraat 85     | 53° 9' 56" NB, 6° 58' 41" OL  | 522105 | Meer afbeeldingen                                                 |
| Rentenierswoning in Overgangsstijl met aangebouwd achterhuis             | Woonhuis                  | 1914                                                                                      |                                  | Oosterstraat 11       | 53° 10' 43" NB, 6° 58' 24" OL | 522107 | Meer afbeeldingen                                                 |
| Rotsburgh                                                                | Woonhuis                  | 1927 ca. 1930 (garage) 1980 (werkplaats)                                                  | W. de Wit                        | Stationsstraat 64     | 53° 10' 16" NB, 6° 58' 27" OL | 522109 | Meer afbeeldingen                                                 |
| Oldambster dwarshuisboerderij in eclectische stijl                       | Boerderij                 | 1894                                                                                      |                                  | Oosterstraat 53       | 53° 10' 50" NB, 6° 58' 51" OL | 522114 | Meer afbeeldingen                                                 |